# 伊盧克斯泰市鎮
伊盧克斯泰市鎮，曾是拉脫維亞的一個市鎮，行政中心为伊盧克斯泰，設立於2003年。位於該國東南部，人口9231人，面積647.9平方公里，人口密度約14人/km2。
2021年7月1日，伊盧克斯泰市鎮与道加夫皮尔斯市镇合并为新的上道加瓦市镇。

## 外部連結
- 伊盧克斯泰市官方網站 （页面存档备份，存于） （拉脱维亚文）